# Herrehåndboldligaen
Herrehåndboldligaen är den högsta divisionen i handboll i Danmark för klubblag på herrsidan. Ligan sponsras sedan 2020 av HTH och kallas därför officiellt HTH Herreligaen. Den spelades första gången 1935/1936. De lag som flyttas ner får spela i 1. division.
De danska mästarna är vinnarna av Danska mästerskapet som är ett slutspel efter Herrehåndboldligaen.

## Spelordning
Håndboldligaen består av 14 lag, där alla möter varandra hemma och borta i ett guppspel. De åtta bäst placerade lagen i gruppspelet kommer sedan att delas in i två grupper, med fyra lag i varje, där alla möter varandra hemma och borta. De två grupperna delas in med Nr. 1, 4, 5 och 8 från gruppspelet i den ena, och Nr. 2, 3, 6 och 7 i den andra. De som slutat som Nr. 1 och 2 i grundspelet startar här med två poäng, Nr. 3 och 4 startar med ett poäng, och resterande med noll poäng. Det är sedan de två högst placerade lagen i varje grupp som får spela semifinaler. Nr. 1 från ena gruppen möter nr. 2 från andra. De lag som är nr. 1 startar som hemmalag, när man möts i bäst av 3. Vinnarna möts sedan i final, medan förlorarna möts i bronsmatch. Även bronsmatcher och finaler spelas som bäst av tre. 
Det lag som slutar sist i gruppspelet blir inför nästa säsong nedflyttade till 1. division, och blir ersatta av vinnaren av 1. division. De lag som slutar som nr. 9-13 i gruppspelet skapar en kval-grupp, där alla möter alla en gång. I 1. division möter de lag som slutat som nr. 2 och 3 varandra i bäst av tre. Vinnaren kommer att möta det lag från kval-gruppen som slutar på sista plats. Detta sker också i bäst av tre, och vinnaren får spela i Håndboldligaen nästa säsong, medan förloraren spelar i 1. division.

## Deltagande lag 2021/2022
- Aalborg Håndbold
- Bjerringbro-Silkeborg
- Fredericia HK
- GOG
- KIF Kolding
- Lemvig-Thyborøn Håndbold
- Mors-Thy Håndbold
- Nordsjælland Håndbold
- Ribe-Esbjerg HH
- Skanderborg Aarhus Håndbold
- Skive fH
- Skjern Håndbold
- SønderjyskE
- TTH Holstebro
- TMS Ringsted

## Danska mästare
- 1936: IF Vidar
- 1937: IF Ajax
- 1938: IF Vidar (2)
- 1939: HG
- 1940: HG (2)
- 1941: HG (3)
- 1942: IF Ajax (2)
- 1943: HG (4)
- 1944: IF Ajax
- 1945: Ingen mästare
- 1946: HG (5)
- 1947: HG (6)
- 1948: IF Ajax (3)
- 1949: IF Ajax (4)
- 1950: IF Ajax (5)
- 1951: Helsingør IF
- 1952: IF Ajax (6)
- 1953: IF Ajax (7)
- 1954: Tarup HK
- 1955: Aarhus KFUM
- 1956: HG (7)
- 1957: AGF
- 1958: Helsingør IF (2)
- 1959: AGF (2)
- 1960: HG (8)
- 1961: AGF (3)
- 1962: IK Skovbakken
- 1963: Aarhus KFUM (2)
- 1964: IF Ajax (8)
- 1965: Aarhus KFUM (3)
- 1966: HG (9)
- 1967: HG (10)
- 1968: HG (11)
- 1969: HG (12)
- 1970: HG (13)
- 1971: Efterslægtens BK
- 1972: IF Stadion
- 1973: IF Stadion (2)
- 1974: Aarhus KFUM (4)
- 1975: Fredericia KFUM
- 1976: Fredericia KFUM (2)
- 1977: Fredericia KFUM (3)
- 1978: Fredericia KFUM (4)
- 1979: Fredericia KFUM (5)
- 1980: Aarhus KFUM (5)
- 1981: Helsingør IF (3)
- 1982: IK Skovbakken (2)
- 1983: Aarhus KFUM (6)
- 1984: Gladsaxe/HG
- 1985: Helsingør IF (4)
- 1986: HIK
- 1987: Kolding IF
- 1988: Kolding IF (2)
- 1989: Helsingør IF (5)
- 1990: Kolding IF (3)
- 1991: Kolding IF (4)
- 1992: GOG
- 1993: Kolding IF (5)
- 1994: Kolding IF (6)
- 1995: GOG (2)
- 1996: GOG (3)
- 1997: Virum-Sorgenfri HK
- 1998: GOG (4)
- 1999: Skjern Håndbold
- 2000: GOG (5)
- 2001: Kolding IF (7)
- 2002: Kolding IF (8)
- 2003: Kolding IF (9)
- 2004: GOG (6)
- 2005: Kolding IF (10)
- 2006: Kolding IF (11)
- 2007: GOG Svendborg TGI (7)
- 2008: FC København
- 2009: Kolding IF (12)
- 2010: AaB Håndbold
- 2011: AG København
- 2012: AG København (2)
- 2013: Aalborg Håndbold (2)
- 2014: KIF Kolding København (13)
- 2015: KIF Kolding København (14)
- 2016: Bjerringbro-Silkeborg
- 2017: Aalborg Håndbold (3)
- 2018: Skjern Håndbold (2)
- 2019: Aalborg Håndbold (4)
- 2020: Aalborg Håndbold (5)
- 2021: Aalborg Håndbold (6)
- 2022: GOG Håndbold (8)
- 2023: GOG Håndbold (9)